# Бентковский, Феликс
Феликс Бентковский (пол. Feliks Bentkowski; 27 мая 1781 года, Любартув — 28 августа 1852 года, Варшава) — российский польский научный писатель, преподаватель, библиограф и нумизмат.

## Биография
Родился в семье мелкого чиновника. Учился в писарской школе в Варшаве. В 1797 году получил место домашнего учителя у сына скребницкого архиепископа. Среднее образование завершил в педагогическом училище в Сухлихуве-на-Одере, где, ещё не закончив его, уже преподавал польский язык на младших курсах.
В 1802—1803 годах на стипендию от прусского правительства был отправлен в университет Галле для обучения и там же был назначен лектором польского языка и литературы. В 1803 году вернулся в Варшаву, где был назначен профессором древних языков и немецкого языка в Варшавском лицее. С сентября 1807 года там же преподавал польский язык и литературу. 15 сентября 1809 года был назначен профессором польской и всеобщей литературы и возглавил кафедру польского языка, стилистики и литературы. С 1809 преподавал польскую историю и дополнительно всеобщую историю, а в 1810 году возглавил кафедру истории и географии. В 1811 году Общество элементарных книг поручило ему подготовить учебник литературы для 6-го класса провинциальных школ. В 1811—1817 годах занимал должность руководителя школьной библиотеки. В то же время служил учителем в доме Томаша Островского.
В 1812 году женился на Эмилии Зейдлер. Его дочь Клементина вышла замуж за Казимира Стронцинского, старший сын Альфред стал известным врачом, а младший Владислав — журналистом.
В 1816 году Феликс Бентковский, удостоенный степени Honoris Causa от Ягеллонского университета, получил степень доктора философии (за работу по истории польской литературы). Тогда же он стал членом-корреспондентом Краковского научного общества и возглавил Плоцкое научное общество. С 7 октября 1817 до 1832 года был профессором всеобщей истории в Царском университете Варшавы, с 1821 года трижды становился деканом факультета наук и искусств. При университете им был основан нумизматический кабинет, став также его директором. С 1823 года он был частным учителем сына великого князя Константина. В 1825 году Бентоквский спроектировал памятник Люблинской унии в Люблине. После выхода в 1833 году в отставку он служил в качестве почётного судьи и от 1838 года до смерти возглавлял Центральный архив Царства Польского.
В 1819 году он стал кавалером ордена Святого Станислава IV степени.
Главный труд Бентковского — «Historja literatury polskiej w spisie dziel drukowanych wystawiona» (Варшава, 1814), библиографический перечень всех известных тогда польских печатных изданий и других литературных памятников, послужившее основанием для польской библиографии и весьма важным подспорьем для позднейших исследователей этого предмета. Книга Бентковского, по мнению историков XIX века, составляла эпоху в истории литературы Польши, так как благодаря интересу к ней в Царстве Польском начались большие работы по поиску, описанию и переизданию старых польских книг.
Другие известные сочинения: «Wypisy języka łacinskiego przez Fr. Gedykie ułożone a do użycia polaków zastosowane» (Варшава, 1806 и 1809), «Wiadomość о najdawniejszych ksiązkaeh drukowanych w Polsce, a w szczególnosci о trzech, ktore Jan Haller w Krakowie wydał» (Варшава, 1812); «Wstęp do historji» (Варшава, 1821), «Spis medalów polskich lub z dziejami krainy polskiej stycznych» (Варшава, 1830), «О znakach przecinkowych w pismie czyli znakach pisarskich» (Варшава, 1830); «Guizota dzieje cywilizacji europejskiej» (Варшава; 1842). Кроме того, Бентковский с 1815 до 1821 года издавал журнал «Pamiętnik Warszawski», писал статьи в немецкий «Allgemeine Litteratur-Zeitung», издаваемый в Галле, помещал свои исследования в университетских программах и в «Rocznikach» варшавского общества любителей наук; наконец, его статьи печатались также в журнале «Biblioteka Warszawska».